# Michel Hollard
 (janvier 2015).
Pour les articles homonymes, voir Hollard.
Louis Michel Hollard, né le 10 juillet 1898 à Épinay-sur-Seine (Seine) et mort le 16 juillet 1993 à Ganges (Hérault), est un résistant français qui s'est illustré au cours de la Seconde Guerre mondiale, comme fondateur et chef du réseau de résistance AGIR.

## Biographie
Michel Hollard est le fils d'Auguste Hollard (professeur de physique nucléaire à l'école de physique et chimie de Paris et à la Sorbonne) et de Pauline Monod (cousine germaine de Théodore Monod et cousine de Jacques Monod, prix Nobel). La famille Hollard est d'origine suisse (d'Orbe, dans le canton de Vaud) et compte plusieurs pasteurs protestants.
En 1914, à 16 ans, Michel Hollard s'enfuit du domicile paternel pour s'engager comme soldat dans l'armée française. Il sert d'abord dans les services sanitaires, en attendant l'âge de partir au front. Il triche un peu sur son âge et modifie son apparence. En 1917, à 19 ans, il est engagé dans la bataille du chemin des Dames, et est déjà décoré de la croix de guerre. L'année suivante, à la tête de sa section, il participe à l'offensive consécutive à la grande retraite allemande qui précède l'armistice de 1918.
Il revient à la vie civile, reprend des études de manière irrégulière et fait la connaissance d'une descendante de grande famille protestante, Yvonne Gounelle, qu'il épousera trois ans après, le 21 avril 1922, et avec qui il aura trois enfants (Francine, Florian et Vincent).
Quand la Seconde Guerre mondiale éclate, il est représentant dans une firme de fournitures automobiles. En sa qualité d'officier de réserve d'infanterie, il est affecté à un emploi technique au Centre d'Études de Mécanique, Balistique et Armement (CEMBA) à Paris. Quand il découvre, après l'armistice du 22 juin 1940 que ses employeurs collaborent avec l'Allemagne, il démissionne. Il se met alors en quête d'un poste où il ne contribuera pas à l'économie de guerre ennemie.
Il trouve un emploi dans une entreprise de fabrication de pièces automobiles qui lui sert à faire vivre sa famille et de couverture pour son entrée en résistance.
Michel Hollard décède le 16 juillet 1993 à Ganges (Hérault); il est inhumé à Gorniès (Hérault).

## Le résistant

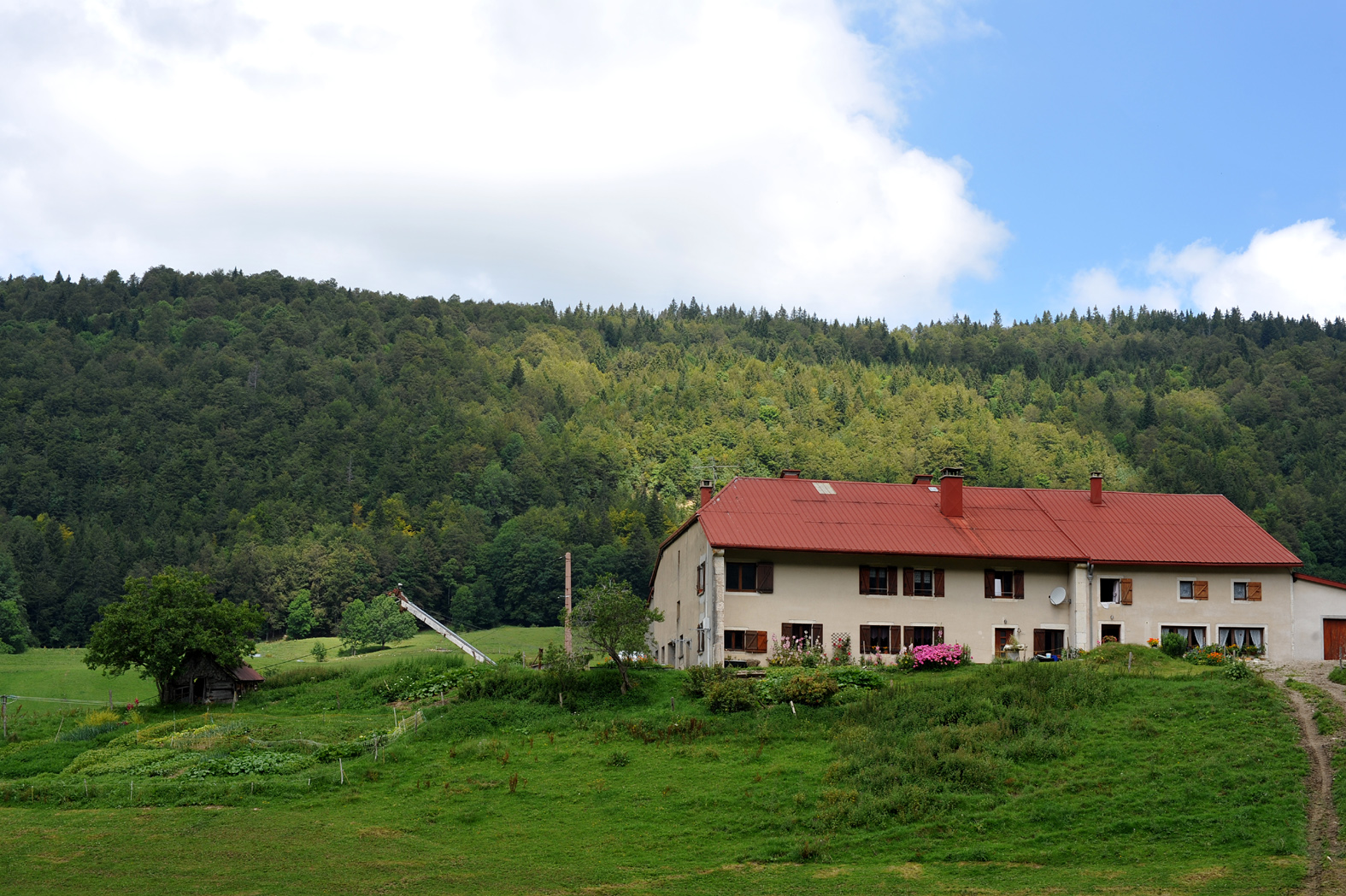
Vue de la Petite Bachaudie.

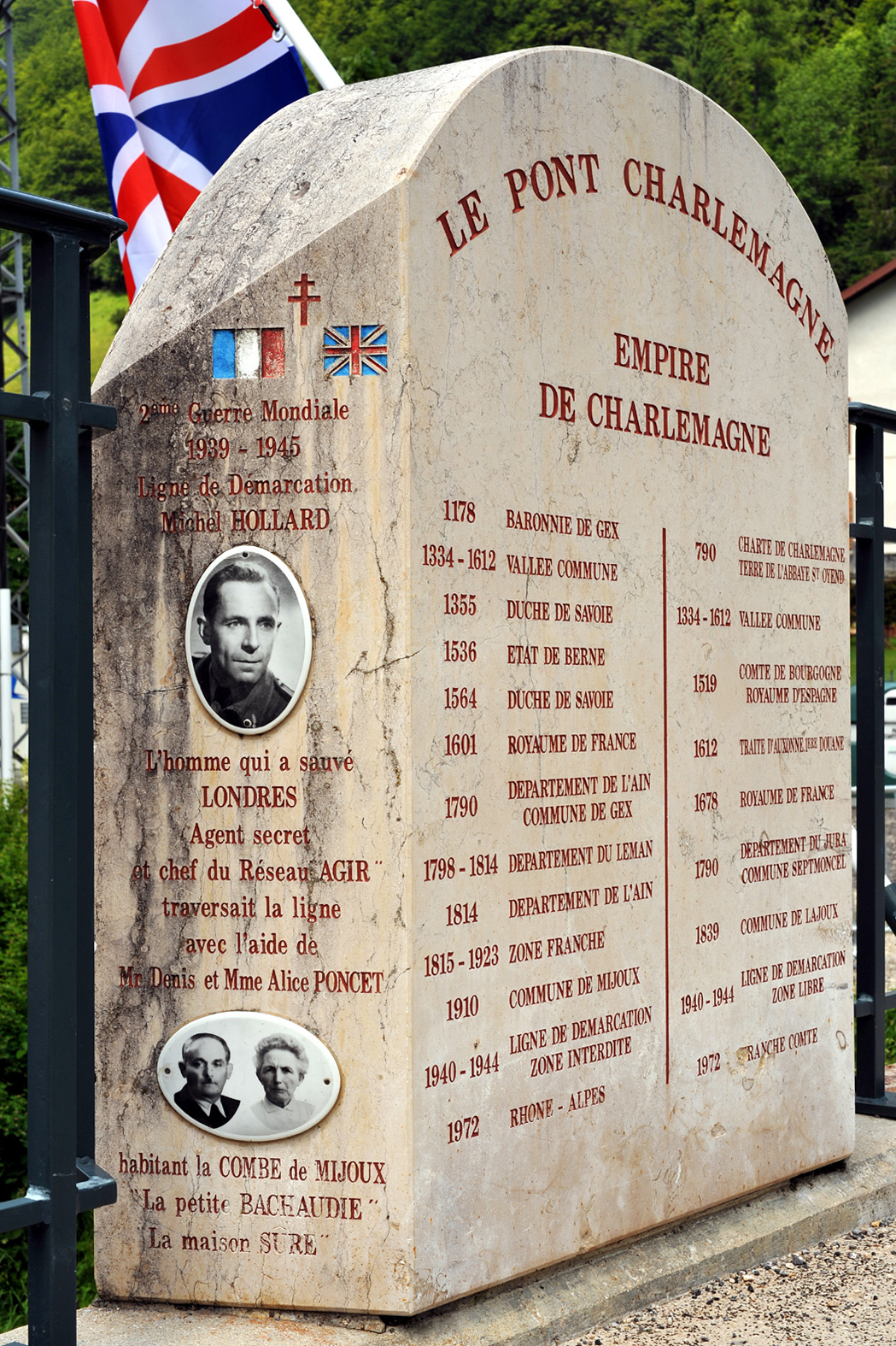
Mémorial au pont Charlemagne.

À la suite de la défaite des armées françaises en juin 1940, Michel Hollard va entrer en résistance. Il n'a pas entendu l'appel du 18 juin 1940, mais il ne peut supporter la défaite.

### Départ de Paris
Michel Hollard, employé au CEMBA, quitte son poste à Paris le 13 juin 1940 pour rejoindre un établissement de ce centre à Tulle (Corrèze), sur ordre de ses supérieurs. Il fait un voyage mouvementé sur les routes de l'exode où il manque d'être lynché par la foule qui, par deux fois, le prend pour un parachutiste allemand. Il passe par La Ferté-Saint-Aubin à l'usine Brandt, fait un détour par Ganges (Hérault) dans sa famille et arrive finalement à Tulle le 25 juin 1940.
Au centre d'études[Lequel ?] de Tulle, il refuse un poste à responsabilités élevées pour ne pas travailler pour les autorités d'occupation allemandes. Il se met en quête d'un travail et se présente à une entreprise de fabrication de gazogène polycombustible pour automobiles, la maison Gazogènes Autobloc (fabricants). Il obtient rapidement la concession commerciale pour Paris et le département de la Seine avec le titre d'agent général autorisé à signer des contrats. Il va pouvoir se déplacer dans toute la France occupée et commence à réfléchir aux moyens de communiquer avec les services de renseignement anglais.
Il utilise la couverture de représentant de l'entreprise pour justifier ses nombreux déplacements à la recherche de sources de charbon de bois et se tourne vers la région boisée du Jura. Sans permis de circuler, ses fréquents passages à la frontière furent toujours clandestins. Il franchira une centaine de fois la frontière suisse pour effectuer cette mission et, grâce à d'amicales complicités locales (Denis et Alice Poncet), franchira la Valserine un grand nombre de fois (à environ 3 km du pont Charlemagne, près de la ferme des époux Poncet, connue sous le nom de la Petite Bachaudie).

### Création du réseau

La France est coupée en quatre : zone libre, zone occupée, départements annexés et Nord de la France directement sous administration militaire allemande, plus les zones interdites littorale et de l'est. Il constitue petit à petit, au hasard de rencontres au cours de ses voyages le réseau AGIR, qui est rattaché par la suite au Secret Intelligence Service (S.I.S.). Le réseau rassemble, à terme, une centaine d'agents.

### Marche vers la Suisse
Sous couvert de reconnaître des coupes de bois pour alimenter les gazogènes en charbon de bois, au début du printemps 1941, il se rapproche de la zone interdite. Le 15 mai 1941 au soir, il part à bicyclette de Dijon sur la route de Langres vers Cusey où se trouve une écluse et un pont sur le canal de la Marne à la Saône par lequel il entame le franchissement, après avoir observé le manège des sentinelles. Il se dirige ensuite vers la maison du gardien de l'écluse, M. Vrignon, qui l'aidera après lui avoir offert à boire et le conseillera sur l'itinéraire à suivre. Il lui restait 70 km avant la frontière. Il manque de peu l'arrestation par une patrouille allemande, arrive à Dole où il dort dans un hôtel. Il atteint le hameau du Cernois où il entre en contact avec le douanier français responsable des lieux. Il lui confie sa bicyclette et pendant que les soldats allemands qui y sont hébergés dînent, il tente sa chance mais est intercepté et remis à la Feldgendarmerie. Il réussit à convaincre les Allemands de le remettre à la gendarmerie française.
Il comparaît devant le procureur de Pontarlier qui lui impose de prendre le train pour Paris, accompagné de deux gendarmes.
Il descend du train à contre-voie et prend un autocar pour Morteau. Là, il cherche un passage vers la Suisse et part à pied.

### Rencontre avec Paul Cuenot, forestier au Mont Châteleu

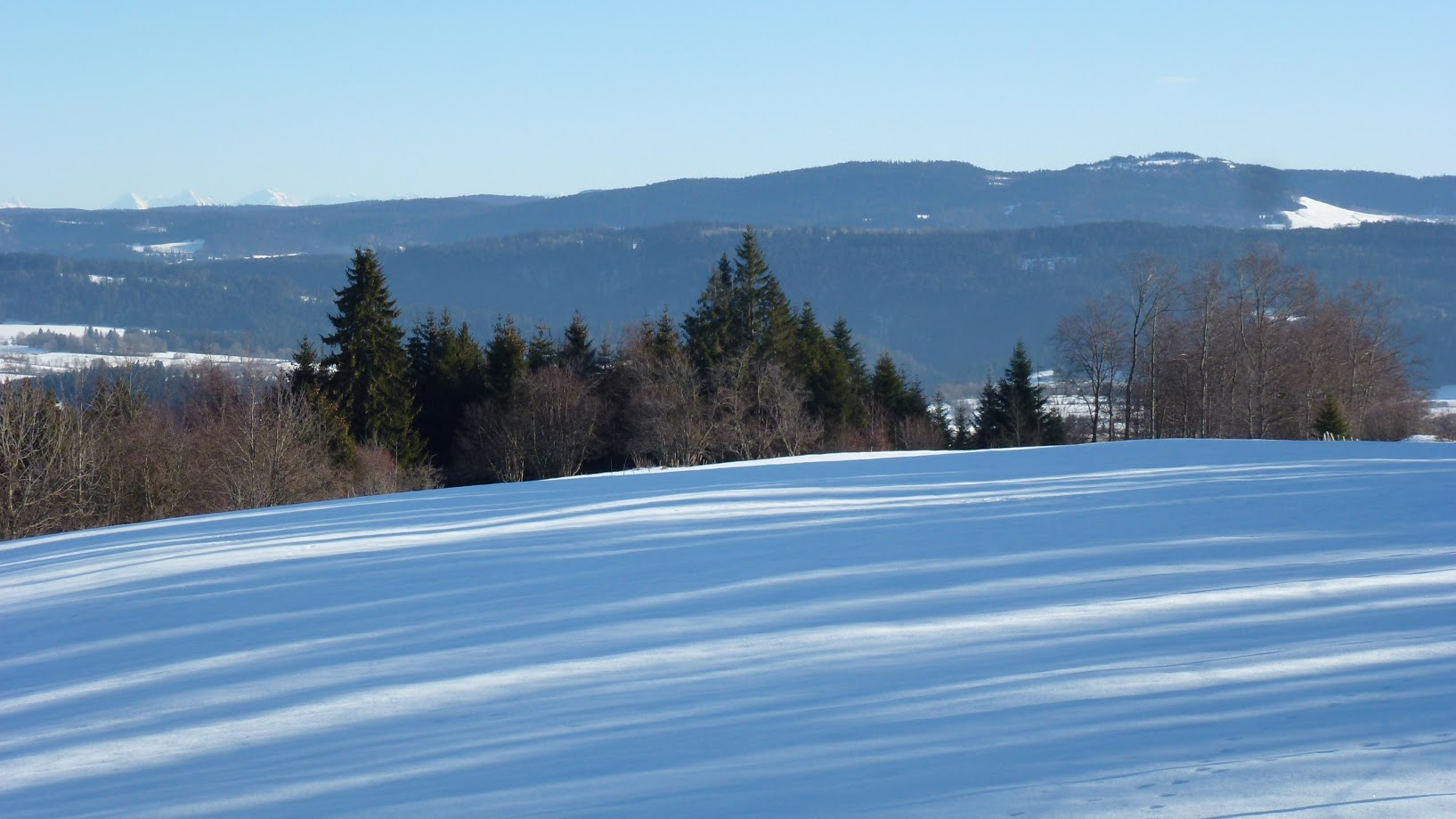
Mont Chateleu

Il s'arrête dans la scierie de César Gaiffe aux Gras, qui le confie à Paul Cuenot, exploitant forestier au Mont Châteleu avec qui il nouera une relation de confiance durant toute la guerre. Paul Cuenot le mène près de la frontière suisse, en lisière de forêt. Michel Hollard, le 22 mai 1941, franchit un muret de pierres plates et se retrouve en Suisse pour la 1ère fois. C'est ainsi que Paul Cuenot va aider Michel Hollard, dans une grande complicité, à passer 98 fois la frontière Suisse durant la guerre, à l'insu de tous.
La position de la porte de grange de la ferme Cuenot servait de code entre les 2 hommes : si elle était ouverte cela signifiait que le passage était possible ; si elle était fermée cela voulait dire que les Allemands surveillaient la zone, il fallait donc rester dans les bois pour éviter l'arrestation.
Jamais personne ne saura ce qui unissait les deux hommes, ces liens invisibles tissés dans la montagne ?
Comme Michel Hollard, Paul Cuenot a combattu en 1914-1918, engagé dans la flotte des Dardanelles ; de Salonique, il y a sans doute contracté la fièvre des tranchées qui l'a terrassé en octobre 1951.
Paul Cuenot a été cité pour "hauts faits de résistance" par le maréchal Montgomery et la France.

### En Suisse
Michel Hollard contacte un douanier suisse à La Brévine, obtient un accord verbal pour se rendre à Berne en passant par Le Locle. Il subit un contrôle de la gendarmerie suisse qu'il renseigne abondamment sur les forces allemandes, notamment sur la présence à Morteau de la 2e compagnie du 3e régiment de la Feldgendarmerie. Il remet aussi une copie d'un document sur l'état statistique de la production automobile en France.
À Berne, il obtient d'être reçu à l'ambassade britannique où son aspect ne plaide guère pour lui. Il est reçu néanmoins, sans chaleur, se présente et donne des références de personnes connues en Grande-Bretagne. Il convient de revenir dans deux mois.

### La route de Suisse
Michel Hollard reprend le chemin du retour sans incident notable et récupère sa bicyclette laissée chez les feldgendarmes du hameau de la famille Cuenot. Il ne s'attarde pas et regagne Paris.
Au second retour en Suisse, il subit quelques tracasseries de la part des autorités helvétiques à La Brévine. Il fut interrogé par le SR suisse et gagna la confiance des autorités et le statut d'invité d'honneur de l'Armée suisse. Il fut accueilli avec chaleur à l'ambassade britannique où il fut questionné sur sa famille à titre de contrôle. Il fut convenu qu'il reviendrait toutes les trois semaines et se vit confier une liste d'objectifs à surveiller et à documenter :
- emplacement des dépôts de carburant,
- dépôts de munitions,
- travaux de défenses sur aérodromes,
- installations de DCA,
- etc.

et aussi la répartition des forces allemandes.
Ces missions l'amènent à étoffer son réseau au hasard de ses voyages. Il recrute des garagistes, des agents des chemins de fer, tous bénévoles et connus de lui seul.

### L'organisation du réseau AGIR
Michel Hollard se fie à son intuition et à ses dons de psychologue pour le choix de ses agents. Il recruta plus d'une centaine de collaborateurs en région parisienne qui vaquaient à leurs occupations normales tout en mémorisant les renseignements souhaités. Il organisa aussi un axe Paris-Lyon-Méditerranée. Un chef de gare lui fournissait un rapport sur les trains militaires. Un aubergiste écoutait les jeunes aviateurs du terrain voisin. Celui d'Abbeville fut bombardé ainsi. Certains agents se lassaient. D'autres étaient arrêtés sur des dénonciations ou à la suite d'imprudences, et fusillés par les Allemands.
Pendant ce temps, les Gazogènes AUTOBLOC reçurent des réquisitions allemandes jamais honorées et valurent à Michel des poursuites. Il doit entrer en clandestinité.
À la frontière suisse, les mesures de sécurité se renforçaient.

### Les rampes de lancement des V1

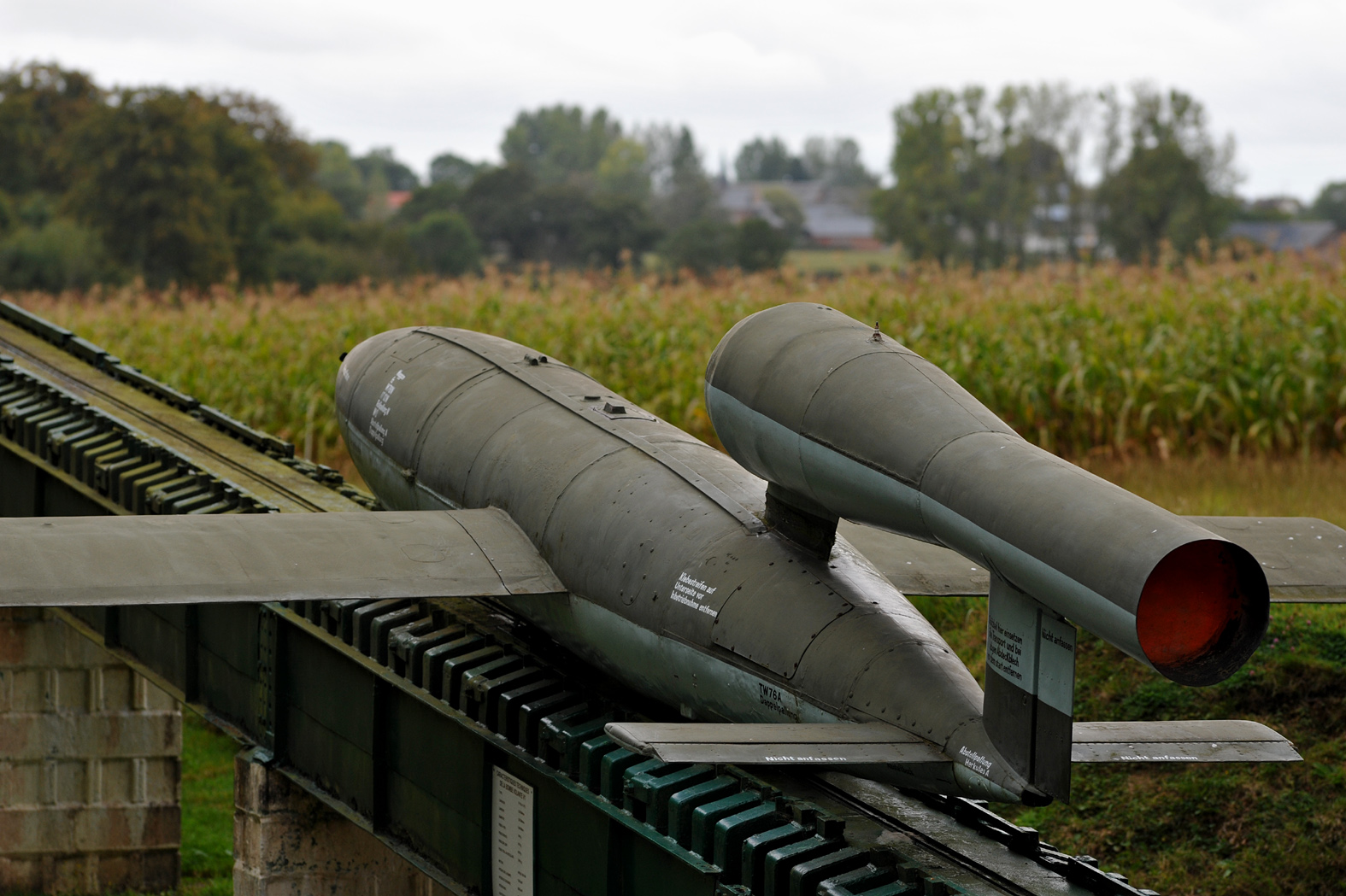
Site V-1 no 685 au Val Ygot près d'Ardouval (Seine-Maritime, France) ; V-1 sur une rampe de lancement reconstruite.

- À l'été 1943, l'agent du réseau Jean Henri Daudemard, ingénieur des chemins de fer à Rouen, signale que plusieurs chantiers de construction d'une structure inhabituelle ont fait leur apparition en Haute-Normandie. Hollard se rend à Auffay, déguisé en pasteur protestant, et persuade un responsable local de lui communiquer la liste des chantiers. Ce sont des constructions de rampes de lancement des bombes volantes V1. C'est à Yvrench (site de lancement de Bois-Carré [8]) dans la Somme qu'un de ses agents, André Comps, ingénieur chargé du montage des rampes par les Allemands, lui fournit les plans.
- Il communique ces renseignements aux Britanniques (MI6) par l'ambassade de Grande-Bretagne à Berne, en passant lui-même la frontière suisse 98 fois (49 voyages).
- À partir de la fin du mois de décembre 1943, les sites de lancement de V1 en France, qui forment un arc de cercle allant de la Manche au pas de Calais, sont systématiquement bombardés par la RAF.

### L'arrestation et la déportation

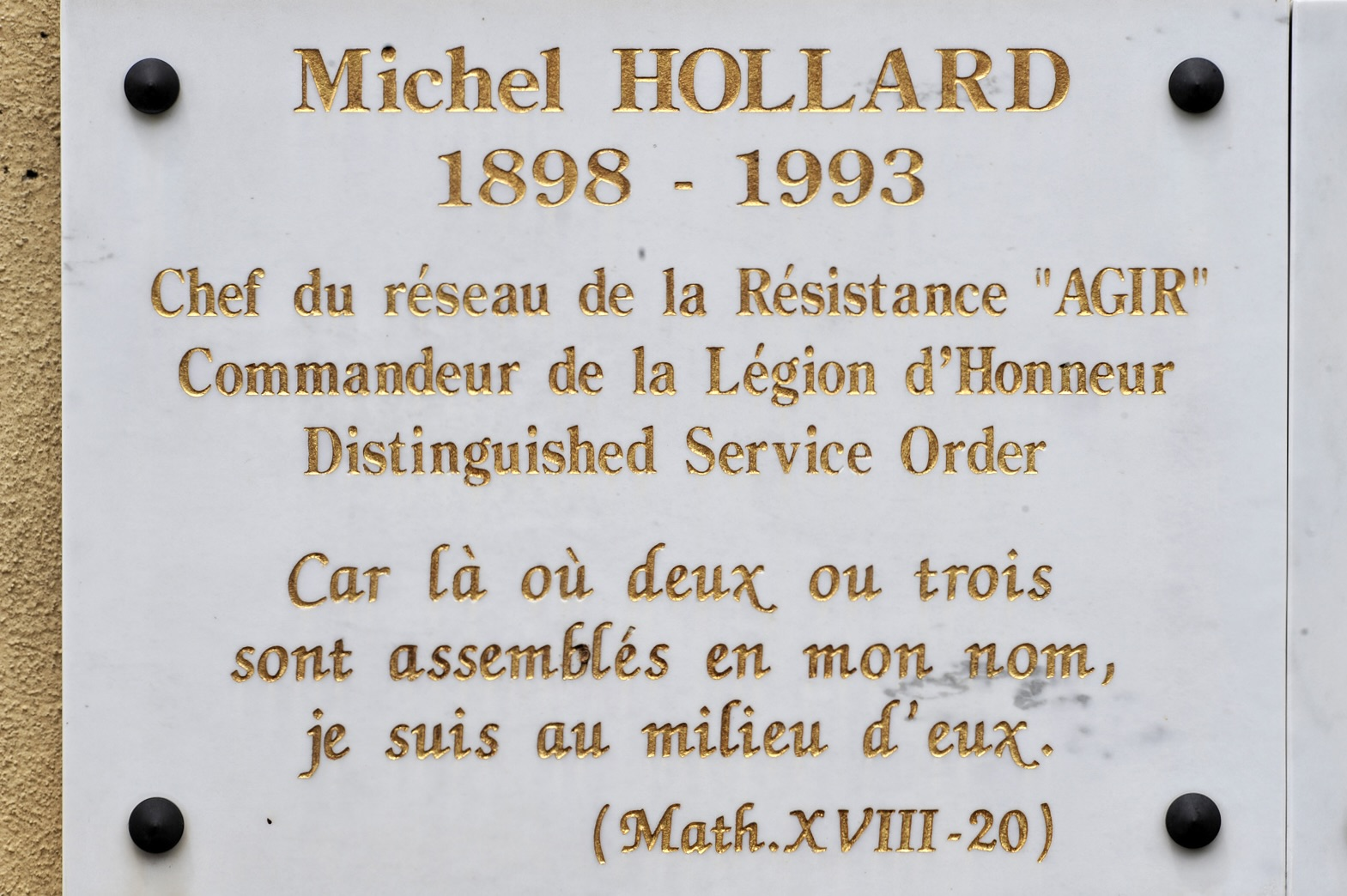
Plaque au cimetière de Gorniès.

Le soir du 5 février 1944, il arrive à son rendez-vous habituel, le Café des Chasseurs, en face de la gare du Nord à Paris. Une jeune femme le rejoint et lui dit qu'une de ses amies en danger doit franchir la frontière. La prenant à part pour l'aider, il tombe dans le piège : il est arrêté par quatre hommes de la Gestapo. Torturé au quartier général de la Gestapo, il est emprisonné d'abord à la prison de Fresnes. Un tribunal militaire le condamne à mort. Après trois mois de détention, on lui annonce que sa peine est commuée en déportation. Il est envoyé au camp de concentration de Neuengamme (matricule 33948) où il sabote habilement son travail.

### Le sauvetage de la mort
En avril 1945, environ 10 000 déportés de ce camp sont acheminés vers le port de Lübeck où ils sont entassés dans des navires-prisons.
Hollard se retrouve sur le Thielbek. Le comte Folke Bernadotte, vice-président de la Croix-Rouge suédoise, bien informé par les services secrets britanniques, obtient la remise de 200 déportés francophones (dont Hollard), à la Croix-Rouge, probablement en échange de ravitaillement ou de produits médicaux. Michel Hollard a été enregistré sous le no 33500 dans le camp de la croix rouge suédoise de Trelleborg le 2 mai 1945. Le 3 mai 1945, le Thielbek, le Cap Arcona et le Deutschland IV seront coulés par erreur par l'aviation britannique, faisant 7000 à 8000 victimes dans les 2 premiers navires; on ne dénombrera que 49 survivants sur le Thiebek et 316 sur le Cap Arcona,.
Rapatrié, Michel Hollard termine la guerre avec le grade de lieutenant-colonel.

## Hommage des Alliés
Sir Brian Horrocks appela Michel Hollard "L'homme qui a sauvé Londres". Grâce aux documents, rapports et informations des agents du réseau, les sites de lancement de V1 installés en France furent systématiquement bombardés par la Royal Air Force entre mi-décembre 1943 et fin mars 1944. Les V1 ont causé la destruction de près de 80 000 maisons en Grande-Bretagne entre juin et septembre 1944 mais les raids aériens britanniques détruisirent neuf sites de V1, en endommagèrent gravement 35 et en détruisirent partiellement 25 sur les 104 localisés au nord de la France, du Nord-Est de la Normandie jusqu'au pas de Calais.
Dans son livre Crusade in Europe (Croisade en Europe), le général Eisenhower écrivit que, si les Allemands avaient pu parvenir à développer leurs armes six mois plus tôt et s'ils avaient pu frapper la côte sud de l'Angleterre, l'Opération Overlord aurait été rendue quasi, sinon totalement, impossible.

## Sentier et stèle mémoriels
En 2016, Agnès Hollard, petite fille de Michel, et l'historien Bernard Vuillet, ont l'idée de créer un sentier sur l'itinéraire emprunté 98 fois par le passeur. Ce projet s'est concrétisé, le 15 octobre 2022, avec l'inauguration du sentier de 6,8 km entre Louadey (près de Grand'Combe-Châteleu) et La Brévine. L'itinéraire balisé est agrémenté de 18 panneaux descriptifs. Lors des cérémonies des 14 et 15 octobre 2012, ont été dévoilées : 
- une plaque à la gare de Morteau, due au dessinateur Emmanuel Guibert qui a réalisé et sérigraphié 98 illustrations retraçant l'épopée de Michel Hollard ;
- une stèle aux passeurs, près de l'auberge du Vieux Chateleu[17] ;
- une plaque sur la façade la mairie de La Brévine[18].

La stèle a été implantée sur la crête constituant la frontière entre la France et la Suisse. Elle est un hommage aux 13 hommes du pays qui ont fait passer en Suisse, pendant l'Occupation, environ 200 juifs ainsi que des résistants et aviateurs menacés par les nazis. Âgés de 18 à 40 ans, ils ont tous été arrêtés ; 5 d'entre eux ont été exécutés ou fusillés et 4 sont morts en déportation ; les 4 derniers ont survécu à leur déportation.

## Distinctions, honneurs et hommages

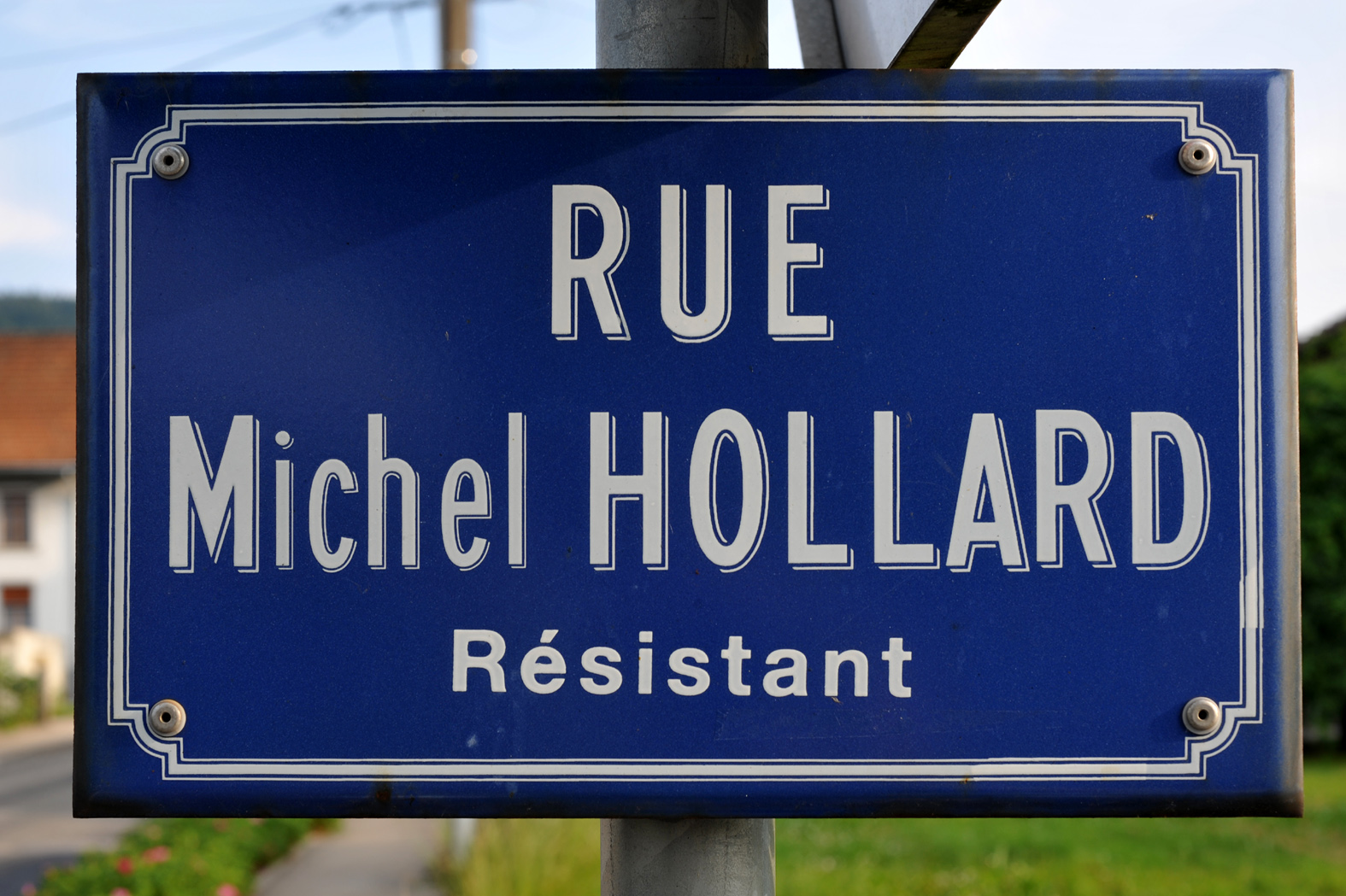
Rue Michel-Hollard à Montlebon (2010).

- Commandeur de la Légion d'honneur (1987[20])
- Croix de guerre 1914–1918
- Croix de guerre 1939–1945
- Médaille de la Résistance française, avec rosette
- Ordre du Service distingué (DSO)
- L'Homme qui a sauvé Londres, téléfilm, scénarisé et réalisé par Jean L'Hôte relatant ses exploits, diffusé sur la deuxième chaîne de l’ORTF le 7 septembre 1972[21].
- Le 27 avril 2004, un train Eurostar (entre Paris et Londres) fut baptisé de son nom.

## Famille

### Ascendance
- Famille établie à Orbe, dans le canton de Vaud[3]
- Descendant du pasteur Jean Monod (1765-1836).
- Son père, Auguste Hollard, professeur de physique nucléaire à l'École de physique et chimie de Paris et à la Sorbonne.
- Sa mère, Pauline Monod.
- Cousin germain de Théodore Monod (1902-2000) naturaliste, explorateur, érudit et humaniste français.
- Cousin germain de Jacques Monod (1910-1976), Prix Nobel 1965.

### Mariage et descendance
- Époux d'Yvonne Gounelle (1898-1997), fille du pasteur Élie Gounelle.
- Son fils Florian Hollard, chef d'orchestre. Longtemps directeur de l'orchestre symphonique de Tours et maître de chapelle de l'Oratoire du Louvre à Paris, il a aussi parcouru le monde et représenté son pays devant de nombreux auditoires étrangers.
- Son fils Vincent (1929), dont la fille Agnès épouse Grunelius, a écrit une postface d'une des versions de Martelli[22].